# Schlosskapelle Griebenow

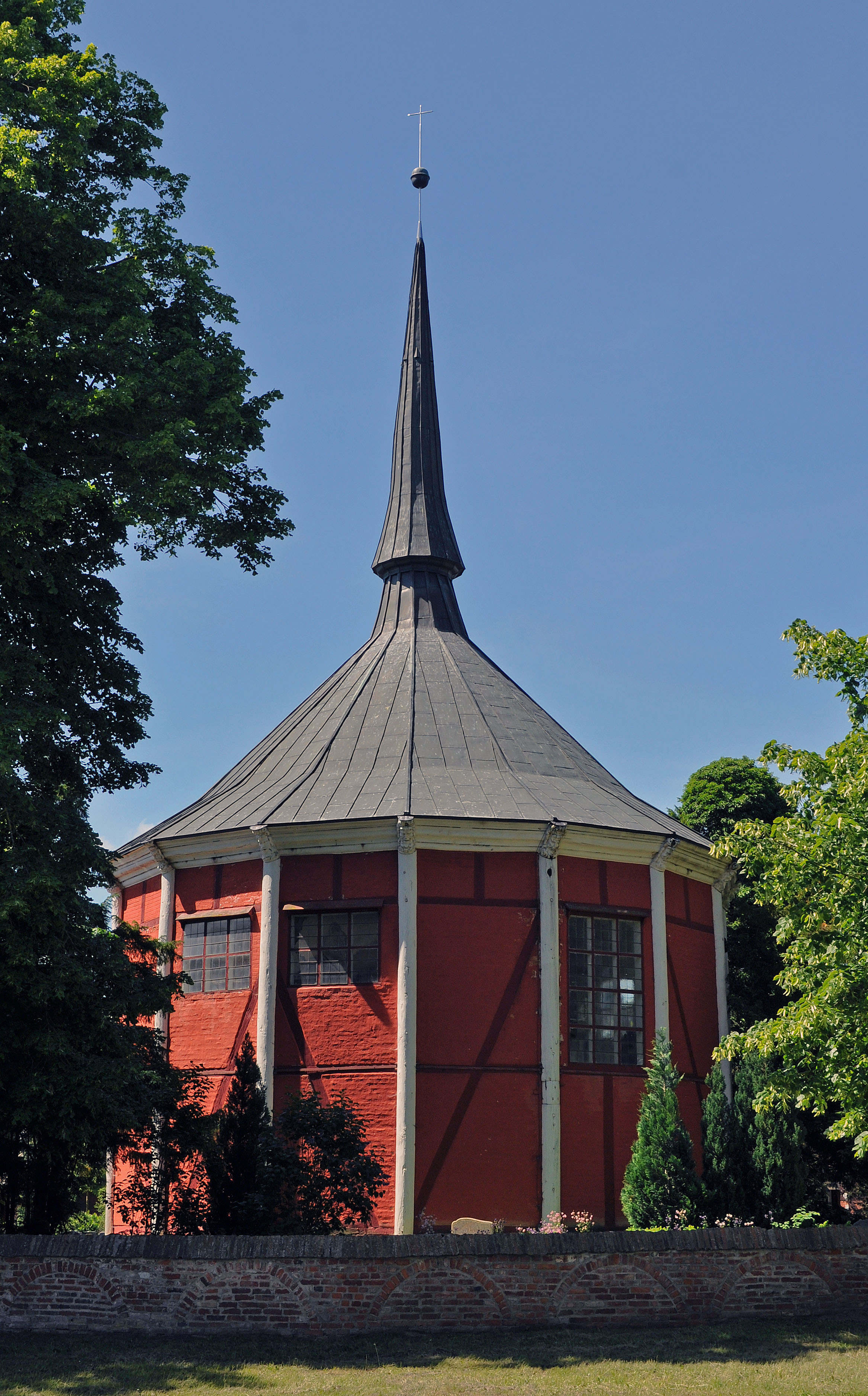
Schlosskapelle

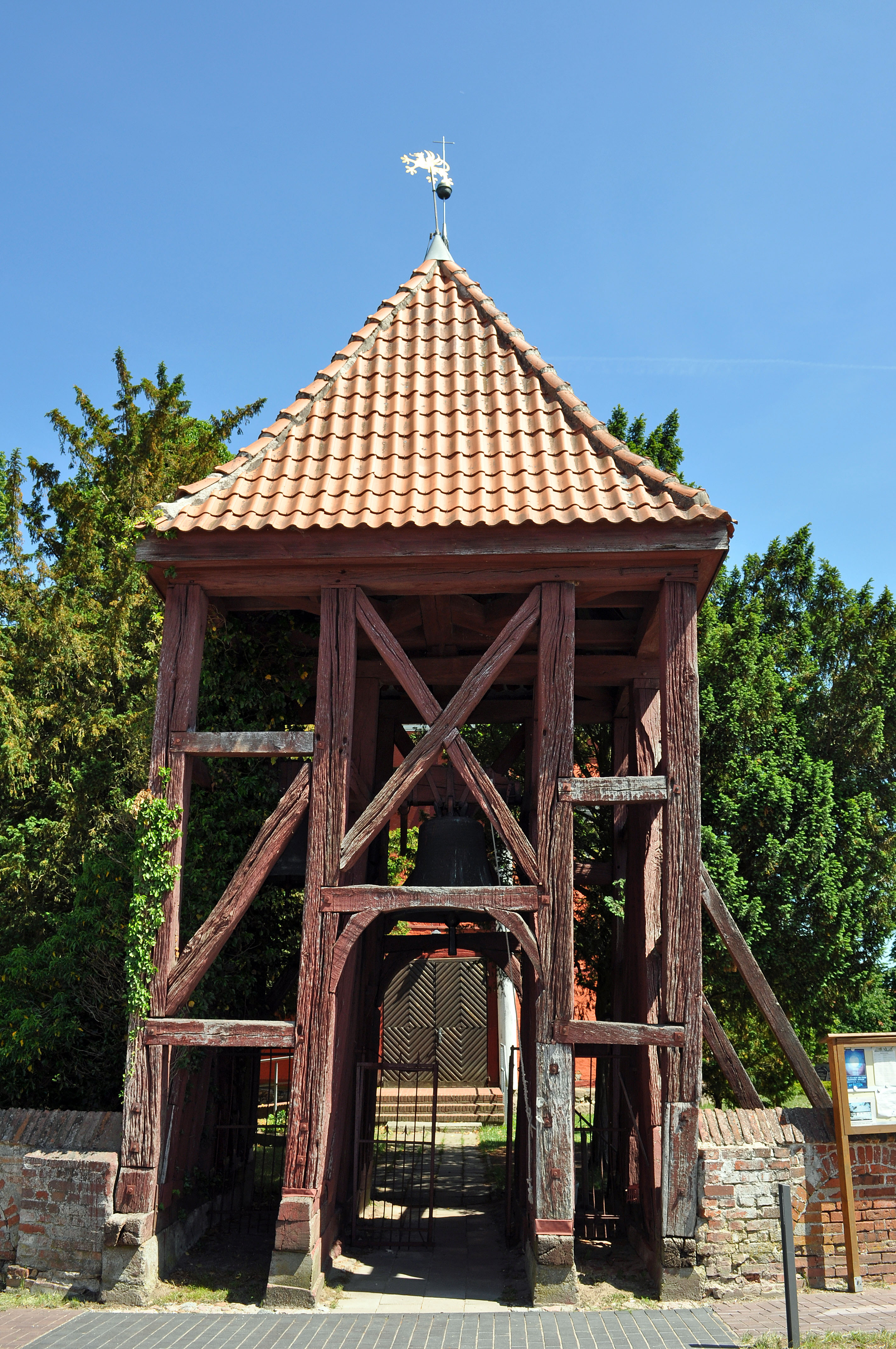
Glockenstuhl

Die Schlosskapelle Griebenow ist der einzige 15-seitige Bau des Pommerschen Evangelischen Kirchenkreises. Die heutige Dorfkirche im Ortsteil Griebenow der Gemeinde Süderholz im Landkreis Vorpommern-Rügen ist eines der wenigen Zeugnisse des protestantischen Kirchenbaus in Schwedisch-Pommern. Sie gehörte zum Gut von Schloss Griebenow und ist heute Teil der Kirchengemeinde Groß Bisdorf.

## Geschichte und Ausstattung
Der Kämmerer für Schwedisch-Pommern Gerdt Anthon Rehnskiöld (Keffenbrink) erhielt für seine Leistungen im Dreißigjährigen Krieg von der schwedischen Königin Christina 1648 das Gut Griebenow. Er ließ in den Jahren bis 1654 die Kapelle anstelle eines baufälligen Vorgängerbaus errichtet. Nach seinem Tod 1658 wurde er in der Familiengruft unter der Kapelle beigesetzt.
Die Kirche ist ein Fachwerkgebäude, das von 15 Eckständern aus Eichenholz auf einem Felssteinfundament getragen wird, die im oberen Teil mit grotesken Masken verziert sind. Das Zeltdach läuft in einer hohen, schlanken Mittelspitze aus.
Der Innenraum besitzt eine flachkupplige Zeltdecke mit einem Durchmesser von 13,5 Metern. Die Ausstattung stammt überwiegend aus dem 17. Jahrhundert. Der Altaraufsatz und die Kanzel sind auf 1654 datiert. Das Wappen des Johan Adler Salvius weist darauf hin, dass der Altar möglicherweise von ihm oder in Erinnerung an ihn gestiftet wurde. Das Altarbild zwischen den Weinlaubsäulen zeigt die Kreuzigung Jesu, die geschnitzten Figuren auf dem Altar stellen die christlichen Prinzipien Glaube, Liebe und Hoffnung, wobei die Liebe durch Jesus Christus als Pantokrator verkörpert wird. Am Kanzelkorb sind die Evangelisten abgebildet, am Aufgang Mose und Aaron.
Das im Halbrund angeordnete Gestühl und die Patronatsloge sind Schnitzarbeiten mit Renaissanceformen. Das Gestühl der Sakristei und der Beichtstuhl sind im Knorpelstil geschnitzt.
Als Orgel dient ein Positiv, das um 1650 ein unbekannter Orgelbauer in Schweden als Truhenorgel für das Herrenhaus herstellte. Sie hat nur ein Manual und Holzpfeifen in zwei Registern (Gedackt 8′, Flöte 4′). Das ursprünglich im Schloss verwendete Instrument wurde um 1700 auf einer neugeschaffenen Empore in die Kirche aufgestellt. Die Front der Empore ist mit drei zum Teil erst später hinzugefügten Wappen der Familie Keffenbrinck verziert. Die Pfeifen des geschnitzten Orgelprospekts sind gedrechselt und reine Dekoration. Hinter der Empore wurde einige Jahrzehnte später ein Vorhang an die Wand gemalt. 1820 wurde die bis dahin nur drei Oktaven umfassende Orgel um eine weitere Oktave erweitert.

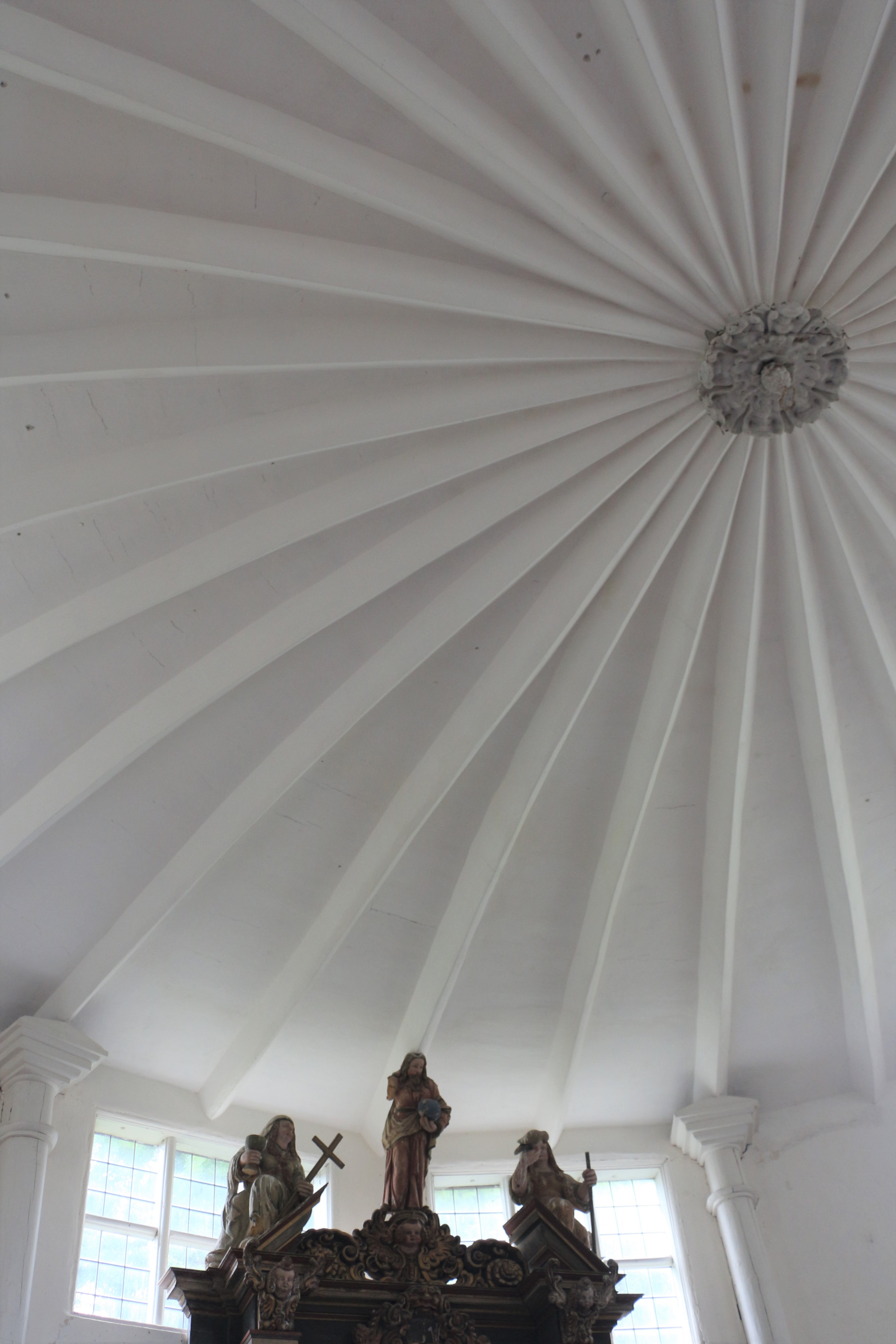
30-rippiges Zeltgewölbe
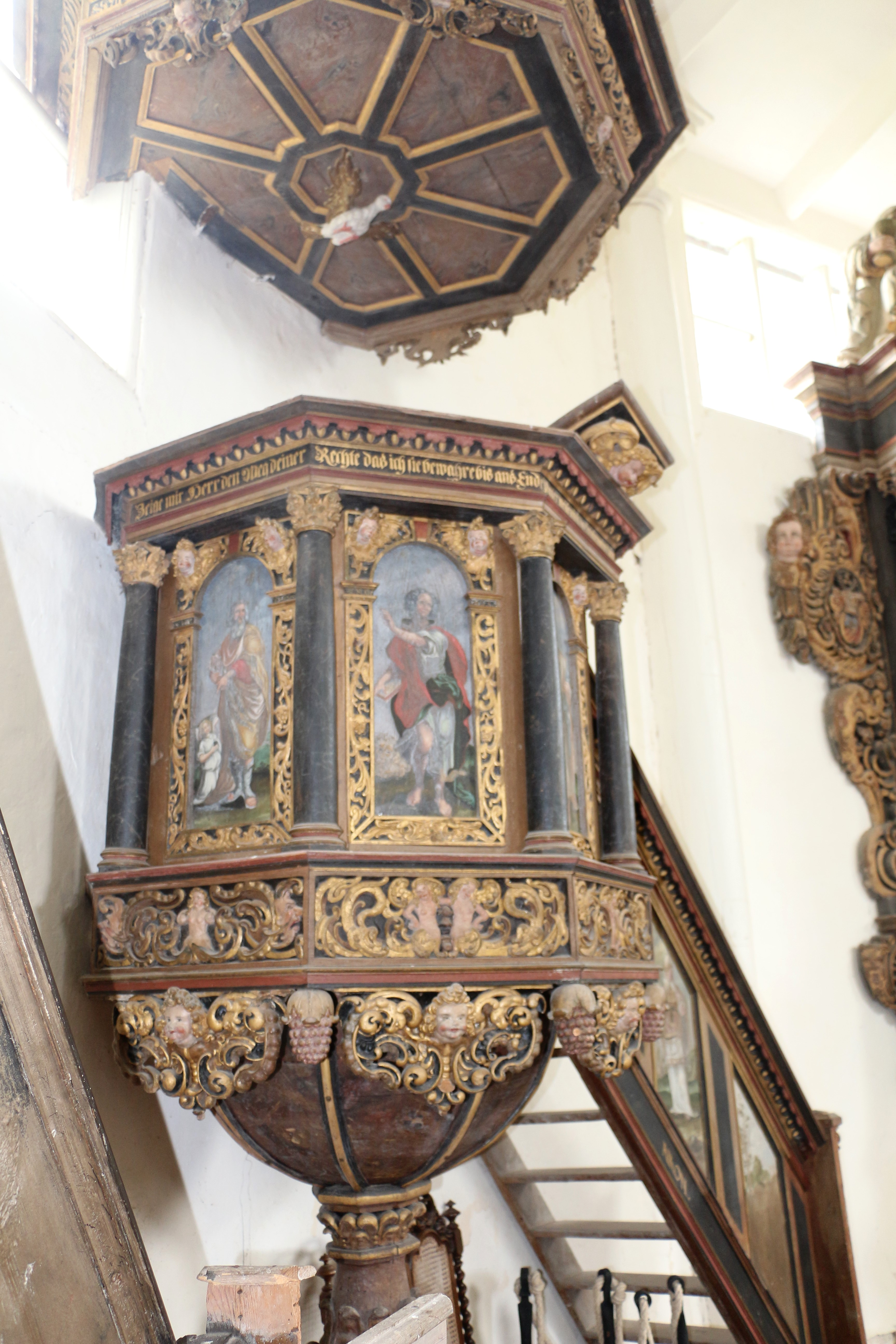
Kanzel von 1654
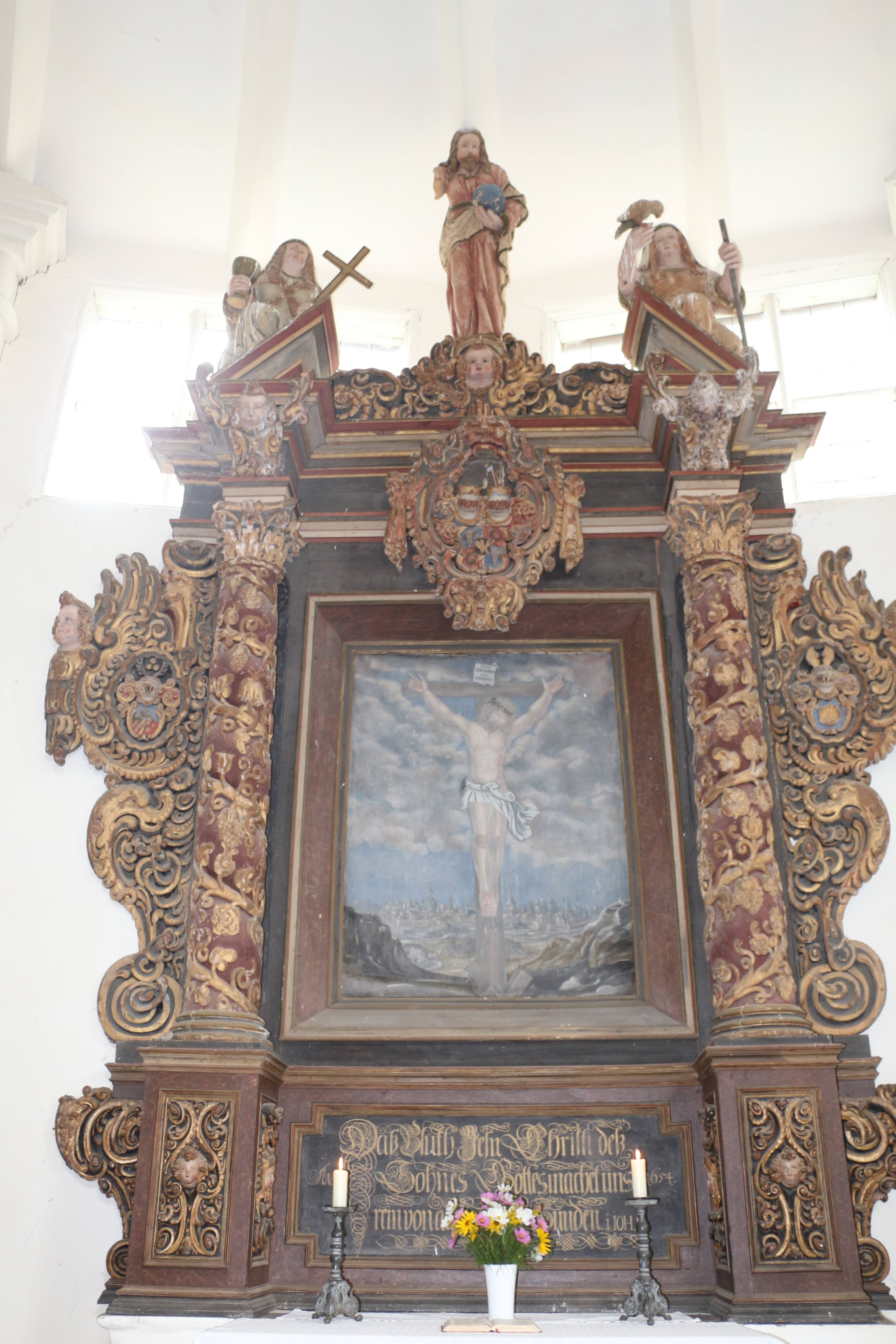
Der Altar von 1654
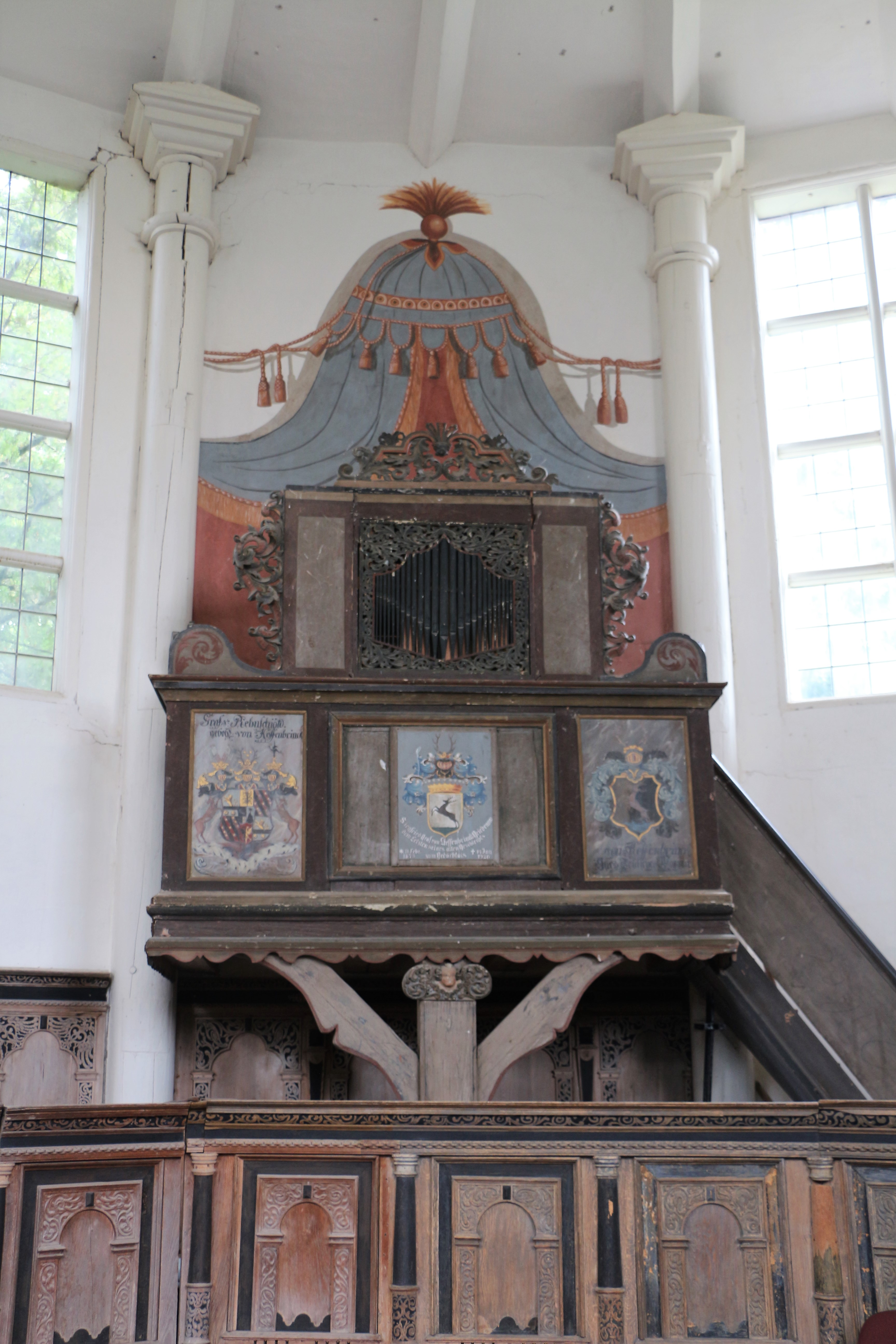
Orgelempore mit Wappen der Familie Keffenbrinck und gemaltem Baldachin
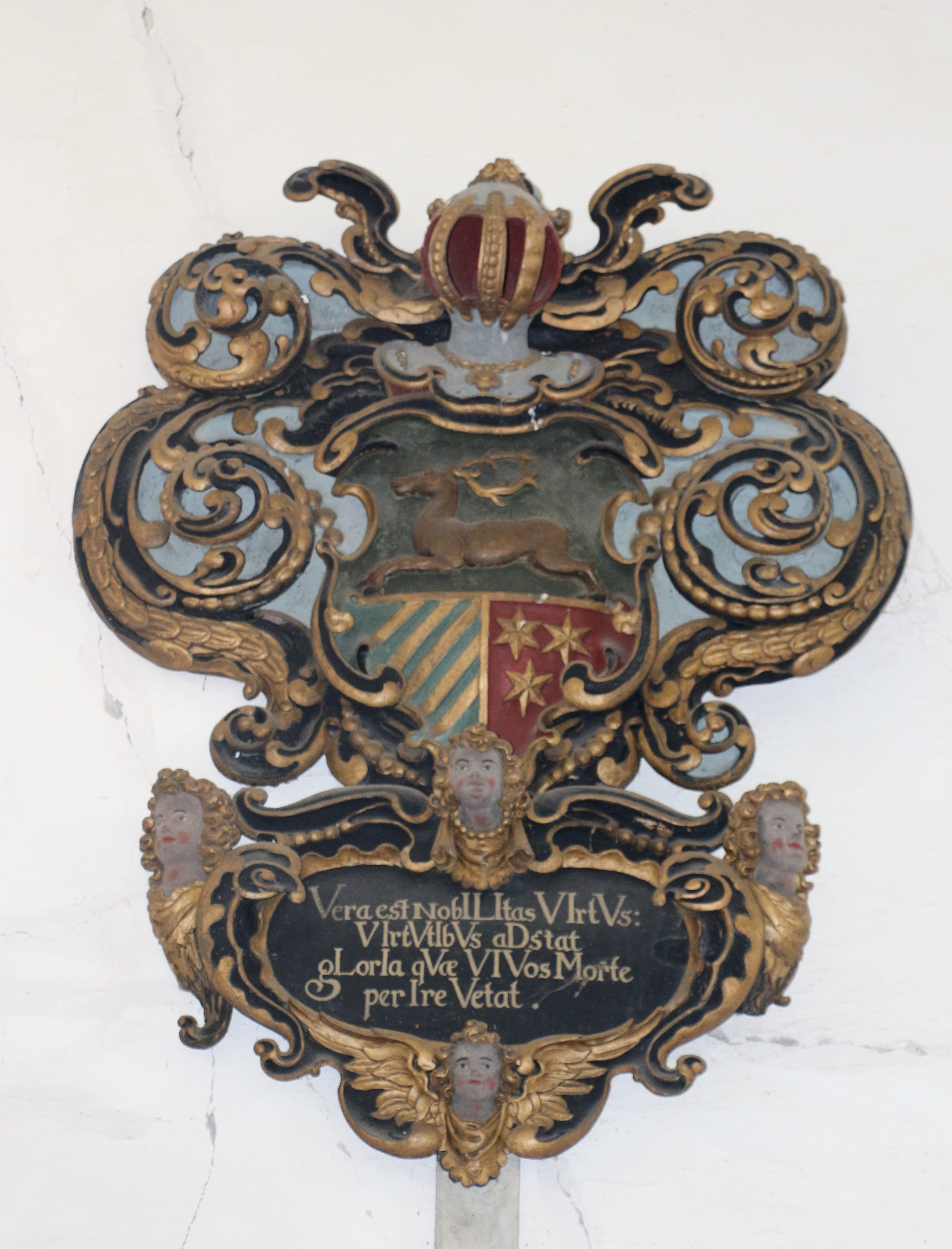
Totenschild für Erbauer der Kirche. Das Jahr seines Todes (1658) ist als Chronogramm im lateinischen Text enthalten.

Über der Eingangstür befindet sich ein Epitaph mit der Darstellung der Kreuzabnahme. 1739 stiftete es der Hofmeister Francois Baras für seine im Kindbett verstorbene Frau Maria Louise Tietzen. Baras` eigene Grabstein ist in den Boden eingelassen.
Der Kirchhof ist von einer ursprünglich 15-seitigen mit Rundbogennischen gegliederten Backsteinmauer aus dem 18. Jahrhundert umgeben, die im Süden entfernt wurde, um Platz für einen modernen Friedhof zu schaffen. Der Zugang erfolgt durch den hölzernen Glockenstuhl mit Zeltdach, der wie die Kapelle in Fachwerkbauweise errichtet wurde. Die Besucher der Kapelle müssen unter der auf 1655 datierten Glocke hindurchgehen. Die zweite Glocke von 1653 wurde ebenfalls von Rehnskiöld und seiner zweiten Frau Brita Torskeskål gestiftet.
1833 wurden zur Stabilisierung der tragenden Eichenstämme Säulen an den Ecken aufgestellt, die das zuvor rund erscheinende Gebäude gliedern. Die Kirche wurde in der Folgezeit mehrfach in unterschiedlichen Farben ausgemalt. In den Jahren 1949/50 erfolgte eine Renovierung, bei der die Empore verkleinert wurde und ein Teil des barocken Schnitzwerks des Kanzelaufgangs entfernt wurde. 1973 wurde das Gebäude wegen akuter Einsturzgefahr vom Dorfschmied mit einem Ringanker versehen. 1986 wurde die ursprüngliche Farbfassung einschließlich des Vorhangs hinter der Orgelempore, allerdings nur zwischen den Säulen, rekonstruiert. Zurzeit ist die Kapelle wieder in ihrer Stabilität bedroht, da die 15 tragenden Eichenstämme teilweise vermodert sind.
Nördlich neben der Kapelle befindet sich eine größere Erbbegräbnisanlage der Familie von Keffenbrinck und einiger Anverwandter. Etwas versetzt, neben einem Findling wiederum, ist eine Grabplatte des Politikers und Gutserben Friedrich Ernst von Langen-Keffenbrinck.